# Storno
Storno var en dansk virksomhed, der producerede radiotelefoner og senere mobiltelefoner.
Selskabet blev dannet i juli 1947 som en afdeling af Det Store Nordiske Telegraf Selskab. Oprindeligt hed selskabet Stonora, men ændrede allerede i 1948 navn til Storno. Begge navne var dannet ud fra moderselskabets navn. 
Allerede i 1950 gik Storno ind på det svenske marked. I 1968 blev selskabet omdannet fra en afdeling under Store Nordiske til et selvstændigt aktieselskab, der dog stadig var fuldt ejet af Store Nordiske. Virksomheden blev en stor succes i løbet af 1970'erne, og i 1975 var hver fjerde radiotelefon i Europa en Storno-telefon. Antallet af eksportmarkeder havde oversteget 80. Den amerikanske elektronikgigant General Electric købte i 1975 halvdelen af aktierne i Storno og overtog i 1978 yderligere 25%. De resterende 25% blev opkøbt i 1981.
Storno beskæftigede i 1979 over 2.400 ansatte, hvoraf de 1.000 arbejdede i Danmark. I 1986 solgte General Electric Storno videre til Motorola, som lod navnet fortsætte. Selskabet skiftede navn til Motorola Storno Danmark A/S i 1989, og Storno-navnet blev stadig brugt på produkterne frem til januar 1992. 